# Xavier Ayén Pasamonte
Xavier Ayén Pasamonte (Barcelona, 1969), más conocido como Xavi Ayén, es un periodista cultural español. Trabaja para La Vanguardia de Barcelona.

## Biografía
Desde el año 2000 labora como redactor de la sección de cultura de La Vanguardia, diario donde también dirigió el suplemento juvenil VANG durante los años noventa. Con el fotógrafo Kim Manresa publicó Rebeldía de Nobel, libro que reúne entrevistas en dieciséis premios nobel de literatura, y que ha sido traducido al árabe, al turco y al portugués. También colaboró en la redacción de Memorias de un espectador, de Carles Sentís. Su libro Aquellos años del boom (RBA, 2014) es una investigación detallada sobre el boom de la literatura latinoamericana y su relación con Barcelona. Le mereció el Premio Gaziel de Biografías y Memorias 2013. En 2016 publicó La vuelta al mundo en 80 autores, una compilación de entrevistas con algunos de los escritores más destacados de la literatura mundial.

## Libros
- 2009: Rebeldía de Nobel: conversaciones con 16 premios Nobel de literatura. El Aleph Editores.
- 2014: Aquellos años del boom: García Márquez, Vargas Llosa y el grupo de amigos que lo cambiaron todo. Barcelona: RBA editores. Premio Gaziel de Biografías y Memorias.
- 2016: La vuelta al mundo en 80 autores. La Vanguardia Ediciones.